# Suter Racing Technology

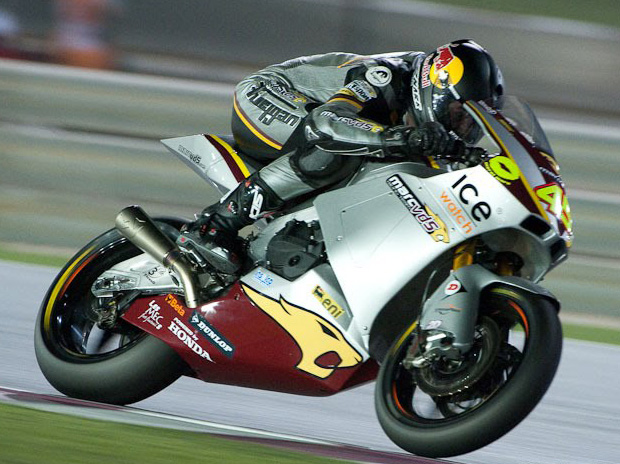
Scott Redding op de Suter-MMX in 2010

Suter Racing Technology AG (SRT) is een Zwitserse onderneming uit Turbenthal in het Zürcher Oberland, die gespecialiseerd is in het ontwerpen, ontwikkelen en maken van high tech-producten voor industriële toepassingen en tevens de motorsport. Het bedrijf is onderdeel van SUTEC AG, waar naast Suter Racing Technology AG ook Hybrotech AG, Suter Aircraft Technology AG alsmede SEOTech AG onder vallen.

## Motorsport
Sinds de oprichting van het bedrijf positioneerde SRT zich in de internationale motorsport met de focus op vernuftige motoren, chassis, koppelingssystemen en diverse aanpassingen. Later breidde SRT zijn werkterrein uit naar wereldwijd vermarkte prototypen, aandrijvingen, en Conceptauto's.
In het verleden was het bedrijf betrokken bij de ontwikkeling van wegrace-motoren in verschillende klassen. Zo werkte men onder andere aan de 500 cc machine MuZ 500 van MZ, die eigenaar Eskil Suter nog zelf in het wereldkampioenschap wegrace bestuurde, en de Petronas FP1, die door Carl Fogarty in het wereldkampioenschap superbike is ingezet.
Sinds 2010 is Suter Racing Technology met de Suter-MMX in de nieuwe Moto2-klasse vertegenwoordigd. In het eerste jaar werden 13 coureurs met deze motoren voorzien en won de eerste Moto2-constructeurstitel. Het seizoen erop, 2011 kon het bedrijf deze titel succesvol verdedigen.